# Brixia ivelonensis
Brixia ivelonensis är en insektsart som beskrevs av Synave 1965. Brixia ivelonensis ingår i släktet Brixia och familjen kilstritar. Inga underarter finns listade i Catalogue of Life.